# Boštjan Kline
Boštjan Kline (9 maart 1991) is een Sloveense alpineskiër.

## Carrière
Kline maakte zijn wereldbekerdebuut in december 2009 in Val d'Isère. In maart 2011 scoorde hij in Lenzerheide zijn eerste wereldbekerpunten. Tijdens de wereldkampioenschappen alpineskiën 2013 in Schladming eindigde de Sloveen als dertigste op de Super G, daarnaast wist hij niet te finishen op de afdaling en werd hij gediskwalificeerd op de supercombinatie. 
Op de wereldkampioenschappen alpineskiën 2015 in Beaver Creek eindigde Kline als 33e op de afdaling, daarnaast wist hij niet te finishen op de Super G en werd hij gediskwalificeerd op de supercombinatie. In januari 2016 stond hij in Garmisch-Partenkirchen voor de eerste maal in zijn carrière op het podium van een wereldbekerwedstrijd. In Sankt Moritz nam de Sloveen deel aan de wereldkampioenschappen alpineskiën 2017. Op dit toernooi eindigde hij als zevende op de afdaling, op de Super G wist hij niet te finishen. Op 24 februari 2017 boekte Kline in Kvitfjell zijn eerste wereldbekerzege.

## Resultaten

### Olympische Spelen
| Jaar | Plaats      | Resultaten                               |
| ---- | ----------- | ---------------------------------------- |
| 2018 | Pyeongchang | 10e Super G 27e Afdaling DNS2 Combinatie |

### Wereldkampioenschappen
| Jaar | Plaats       | Resultaten                                   |
| ---- | ------------ | -------------------------------------------- |
| 2013 | Schladming   | DNF Afdaling 30e Super G DSQ Supercombinatie |
| 2015 | Beaver Creek | 33e Afdaling DNF Super G DSQ Supercombinatie |
| 2017 | Sankt Moritz | 7e Afdaling DNF Super G                      |
| 2019 | Åre          | 20e Afdaling DNF Super G DNF2 Combinatie     |

### Wereldbeker
Eindklasseringen
| Seizoen   | Algm | AD  | SG  | SC  |
| --------- | ---- | --- | --- | --- |
| 2010/2011 | 130e | 45e | –   | –   |
| 2011/2012 | 135e | –   | 54e | –   |
| 2012/2013 | 120e | 50e | 47e | –   |
| 2013/2014 | –    | –   | –   | –   |
| 2014/2015 | 101e | 39e | 44e | –   |
| 2015/2016 | 24e  | 17e | 14e | 30e |
| 2016/2017 | 20e  | 10e | 11e | -   |
| 2017/2018 | 71e  | 36e | 26e | 28e |
| 2018/2019 | 86e  | 57e | 22e | -   |
| 2019/2020 | 126e | -   | 33e | -   |

Wereldbekerzeges
| Datum            | Plaats    | Onderdeel |
| ---------------- | --------- | --------- |
| 24 februari 2017 | Kvitfjell | Afdaling  |